# Herea prittwitzi
Herea prittwitzi là một loài bướm đêm thuộc phân họ Arctiinae, họ Erebidae.